# Григорьев, Виктор Петрович
Ви́ктор Петро́вич Григо́рьев (14 марта 1925 — 9 февраля 2007) — советский и российский филолог. Специалист по творчеству Велимира Хлебникова и в целом по языку художественной литературы, особенно поэзии. Доктор филологических наук.

## Биография
Участник Великой Отечественной войны, был тяжело ранен в боях под Старой Руссой. В послевоенные годы окончил факультет русского языка и литературы Московского городского педагогического института им. В. П. Потёмкина, ученик А. А. Реформатского.
В 1955 году защитил кандидатскую диссертацию «Некоторые вопросы теории словосложения (На материале сложных существительных с глагольным вторым компонентом в современном русском языке)». Ответственный редактор журнала «Вопросы языкознания» (1955—1959). С 1958 года и до конца жизни работал в Институте русского языка АН СССР.
Во время «чистки» института в 1971 году от диссидентов и заподозренных в сочувствии к ним уцелел лишь как инвалид войны. В 1974 году заведующий сектором структурной лингвистики С. К. Шаумян подал заявление на выезд и вскоре уехал в США.
В 1975 году был образован сектор структурной лингвистики и лингвистической поэтики; Григорьев был назначен заведующим. Позднее сектор был преобразован в отдел стилистики и языка художественной литературы.
В 1990-х годах Григорьев пригласил в отдел академика М. Л. Гаспарова, а в 2002 году передал ему руководство. После смерти Гаспарова отдел был объединён с отделом машинного фонда и преобразован в отдел корпусной лингвистики и лингвистической поэтики; заведующим стал академик В. А. Плунгян.
В 1978 году защитил докторскую диссертацию «Поэтика слова (на материале русской советской поэзии)». Этой темой В. П. Григорьев занимался на протяжении большей части карьеры, и в 1995 году ему была присуждена премия имени Пушкина за цикл работ «Теория и история поэтического языка».
В последние годы руководил работой по составлению «Словаря языка русской поэзии XX века».

## Награды и премии
- Международная отметина имени отца русского футуризма Давида Бурлюка[3]

### Монографии
- Словарь языка русской советской поэзии. — М.: Наука, 1965.
- Поэтика слова. — М.: Наука, 1979.
- Грамматика идиостиля: В. Хлебников. — М.: Наука, 1983.
- Словотворчество и смежные проблемы языка поэта. — М.: Наука, 1986.
- Из прошлого лингвистической поэтики и интерлингвистики. — М.: Наука, 1993. — ISBN 5-02-011093-0

### Коллективные работы
- Поэт и слово. — М.: Наука, 1973.
- Языковые процессы современной русской художественной литературы: Поэзия. — М.: Наука, 1977.
- Самовитое слово/ Словарь русской поэзии XX века. Пробный выпуск: А — А-ю-рей. — М.: Русские словари, 1998.
- Словарь языка русской поэзии XX века.
  - Том I — М.: Языки славянской культуры, 2001.
  - Том II — М.: Языки славянской культуры, 2003.
  - Том III — М.: Языки славянских культур, 2008.
  - Том IV — М.: Знак, 2010. — ISBN 978-5-9551-0410-2

### Статьи
- Григорьев В. П. Промер // Поэзия и живопись: Сборник трудов памяти Н. И. Харджиева  / Составление и общая редакция М. Б. Мейлаха и Д. В. Сарабьянова. — М.: Языки русской культуры, 2000. — С. 21—28. — ISBN 5-7859-0074-2.